# Bataille du col de la Croix
La bataille du col de la Croix est un combat du 5 mars 1798 opposant les troupes révolutionnaires vaudoises aux éléments ormonins restés loyaux à Berne. Elle eut lieu entre le col de la Croix et le chalet de Tréchadèze.